# Podpolkovnik
Podpolkovnik (in russo подполко́вник? è un grado militare diffuso nei paesi slavofoni omologo al grado di Tenente colonnello.

## Russia e Unione Sovietica
Il grado è comparso tra la fine del XV e l'inizio del XVI secolo per indicare l'assistente o il vice comandante di una formazione militare dalle dimensioni di un reggimento.
Negli Strel'cy il Podpolkovnik era responsabile di tutte le attività militari e delle funzioni amministrative e normalmente era di origine nobile o un boiardo. 
Dai primi de XVII secolo e all'inizio del XVIII secolo venne istituito un grado con la denominazione di mezzo colonnello (russo: Полуполковник; Polupolkovnik;) che oltre alle sue normali responsabilità aveva il compito di comandare le retrovie del reggimento o altre formazioni minori, fino all'introduzione del livello di battaglione di soldati, Reiter, dragoni e altri reggimenti. Successivamente cominciò a essere chiamato semipolkovnik dei Reiter, semicolonnello dei dragone e così via, a seconda del tipo di arma.

### Impero russo
Nell'Impero Russo, dall'introduzione della tavola dei ranghi della Russia Imperiale da parte di Pietro il Grande e fino al 1856 il Podpolkovnik veniva indicato al grado VII era privilegio dalla nobiltà ereditaria. Il grado di Podpolkovnik venne abolito il 16 dicembre 1917, insieme a tutti i gradi precedenti e le insegne del vecchio Esercito Imperiale Russo.
Nel 1884, dopo l'abolizione del grado di maggiore nell'Esercito imperiale russo, tutti i maggiori, ad eccezione di coloro che venivano pensionati o che erano incorsi in gravi sanzioni disciplinari, furono promossi a tenente colonnello. 
Dal 1887, la promozione al grado di Podpolkovnik dell'esercito russo aveva luogo in un giorno, il 26 febbraio. Nella marina imperiale russa il grado equivalente era Capitano di 2° rango e nel servizio civile consigliere di corte.
In seguito alla rivoluzione russa sul territorio del distretto militare di Pietrogrado il grado cessò di esistere il 3 dicembre (calendario giuliano corrispondente al 16 dicembre del calendario gregoriano) 1917 sulla base di un'ordinanza distrettuale.
Nelle unità dell'esercito sul resto del territorio della Repubblica russa, controllate dal Consiglio dei commissari del popolo, il grado cessò di esistere il 17 dicembre (30 dicembre) 1917, data di entrata in vigore del “Decreto sulla parità di diritti di tutto il personale militare” adottato dal Consiglio dei commissari del popolo.
Nell'Esercito Volontario Bianco, il grado esisteva dal dicembre 1917 al novembre 1918, dopo di che fu abolito per eguagliare i diritti dei capitani delle guardie con altri ufficiali. Tuttavia, dopo essere stato abolito e omologato a quello di Capitano, venne ristabilito nell'aprile del 1920 dal generale Pëtr Nikolaevič Vrangel'.

## Unione Sovietica
Con fondazione dell'Unione Sovietica la designazione dei gradi dell'esercito imperiale russo venne soppressa e il grado di podpolkovnik abolito il 16 dicembre 1917, insieme a tutti i gradi precedenti del vecchio esercito imperiale russo e nell'organizzazione politico-militare equivalente a primo commissario di battaglione (russo: старший батальонный комиссар; translitterato staršij batal'onnyj komissar, letteralmente commissario anziano di battaglione). Un grado equivalente a podpolkovnik è stato istituito nel 1924, con la denominazione di Assistente comandante di reggimento e suo pari (russo: помощник командира полка и ему равные; translitterato pomošnik komandira polka i emu ravnye) superato nel 1935 con l'introduzione di singoli gradi e il comando del battaglione affidato al grado di maggiore (russo: майор; traslitterato: major).
Il grado di Podpolkovnik è stato reintrodotto nel 1939 per disposizione del Comitato esecutivo centrale dell'Unione Sovietica e dal Consiglio dei commissari del popolo.
L'Armata Rossa e poi la Sovetskaja Armija hanno usato questo grado che è stato poi utilizzato in molti paesi dell'ex-URSS, tra cui la Federazione Russa, fino ai giorni nostri.
| Distintivo di grado | RIА Esercito imperiale russo   | RIА Esercito imperiale russo | RIА Esercito imperiale russo  | RККА SSSR                                | RККА SSSR                          | RККА SSSR                          | RККА SSSR                           | VS SSSR                                  | VS SSSR                             | VS SSSR                                          | VS SSSR                        |
| ------------------- | ------------------------------ | ---------------------------- | ----------------------------- | ---------------------------------------- | ---------------------------------- | ---------------------------------- | ----------------------------------- | ---------------------------------------- | ----------------------------------- | ------------------------------------------------ | ------------------------------ |
|                     |                                |                              |                               |                                          |                                    |                                    |                                     |                                          |                                     |                                                  |                                |
|                     |                                |                              |                               |                                          |                                    |                                    |                                     |                                          |                                     |                                                  |                                |
|                     | cordone per spalla (1908—1917) | spallina (fiпо al 1911)      | controspallina (fiпо al 1917) | Кombat (mostrina per bavero) (1919—1924) | mostrina per bavero SV (1924—1935) | mostrina per bavero SV (1935—1940) | mostrina per bavero VVS (1940—1943) | controspallina ingegnere VMF (1943—1955) | controspallina fanteria (1943—1955) | controspallina uniforme da parata SV (1955—1991) | controspallina VVS (1955—1991) |

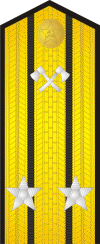
Controspallina Genio militare (1943-1946); Armata Sovietica (1946-55)
Controspallina per uniforme da parata Foze terrestri (1955-1994), poi nuovamente dal 2010
Per Truppe aerotrasportate, Forze aeree, Aviazione della Difesa aerea (1955-1994), poi nuovamente dal 2010
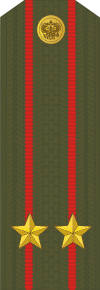
Uniforme ordinaria Forze terrestri fino al 2010
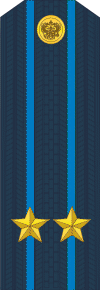
Per uniforme Forze aeree fino al 2010
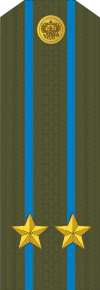
Per uniforme Truppe aerotrasportate fino al 2010
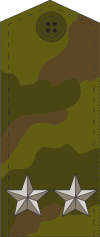
Controspallina per uniforme da campo fino al 2010
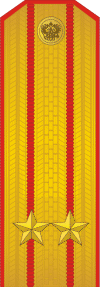
Controspallina per uniforme da parata delle Forze terrestri fino al 2010

## Paesi slavofoni e di influenza russa
Nei paesi slavofoni, il nome differisce leggermente a seconda del nome locale dell'unità militare "reggimento"; ad esempio, negli stati nati dalla dissoluzione della Jugoslavia è "puk" (serbo puk - Serbia, sloveno polk - Slovenia), tra cechi e slovacchi è "pluk» (ceco: plukovník , slovacco: plukovník). Nonostante Georgia, Lettonia e Lituania non siano paesi slavi, essi sono stati notevolmente influenzati dalla cultura slava. Georgia, Lettonia e Lituania hanno fatto parte prima dell'Impero russo e poi dell'Unione Sovietica con la Lituania che in precedenza aveva fatto parte anche della Confederazione polacco-lituana. Inoltre, questo grado viene utilizzato nei paesi che facevano parte dell'Unione Sovietica fino al 1991 e mantenevano il sistema sovietico dei gradi militari, come l'Azerbaigian, stato caucasico come la Georgia, e gli stati dell'Asia Centrale, nati dalla dissoluzione dell'Unione Sovietica quali Kazakistan, Kirghizistan, Tagikistan, Turkmenistan e Uzbekistan.
- Azerbaigian – polkovnik-lejtenant
- Bielorussia — падпалкоўнік (padpalkoŭnik)
- Bulgaria — подполковник (podpolkovnik)
- Georgia — ვიცე-პოლკოვნიკი (vitse-p’olk’ovnik’i)
- Kazakistan — подполковник (podpolkovnïk)
- Kirghizistan — подполковник (podpolkovnik)
- Lettonia — pulkvežleitnants
- Lituania — pulkininkas leitenantas
- Macedonia del Nord — потполковник (potpolkovnik)
- Montenegro — потпуковник  (potpukovnik)
- Polonia — podpułkownik
- Rep. Ceca — podplukovník
- Russia — подполковник (podpolkovnik)
- Serbia — потпуковник (potpukovnik)
- Slovacchia — podplukovník
- Slovenia — podpolkovnik
- Tagikistan — подполковник (podpolkovnik)
- Turkmenistan — podpolkownik
- Ucraina — підполковник (pidpolkovnyk)
- Uzbekistan — podpolkovnik

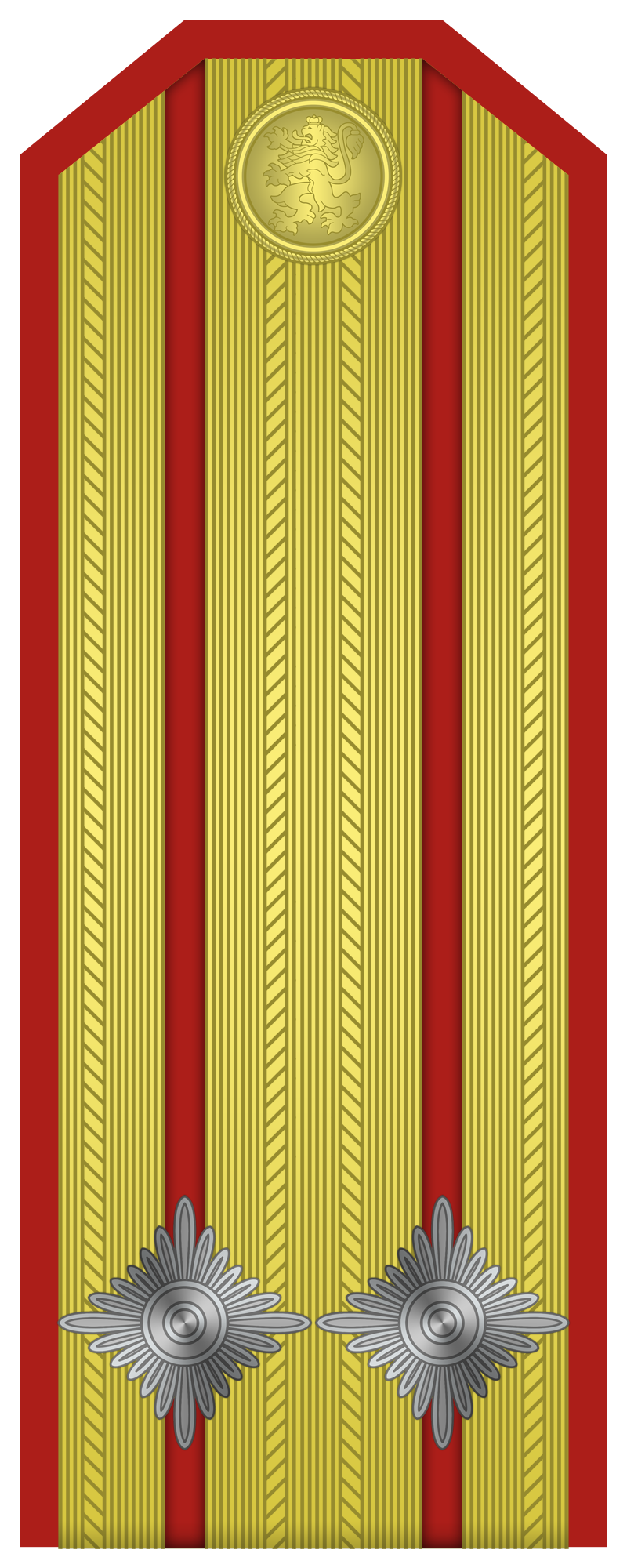
Tenente colonnello (podpolkovnik / подполковник) Bulgaria
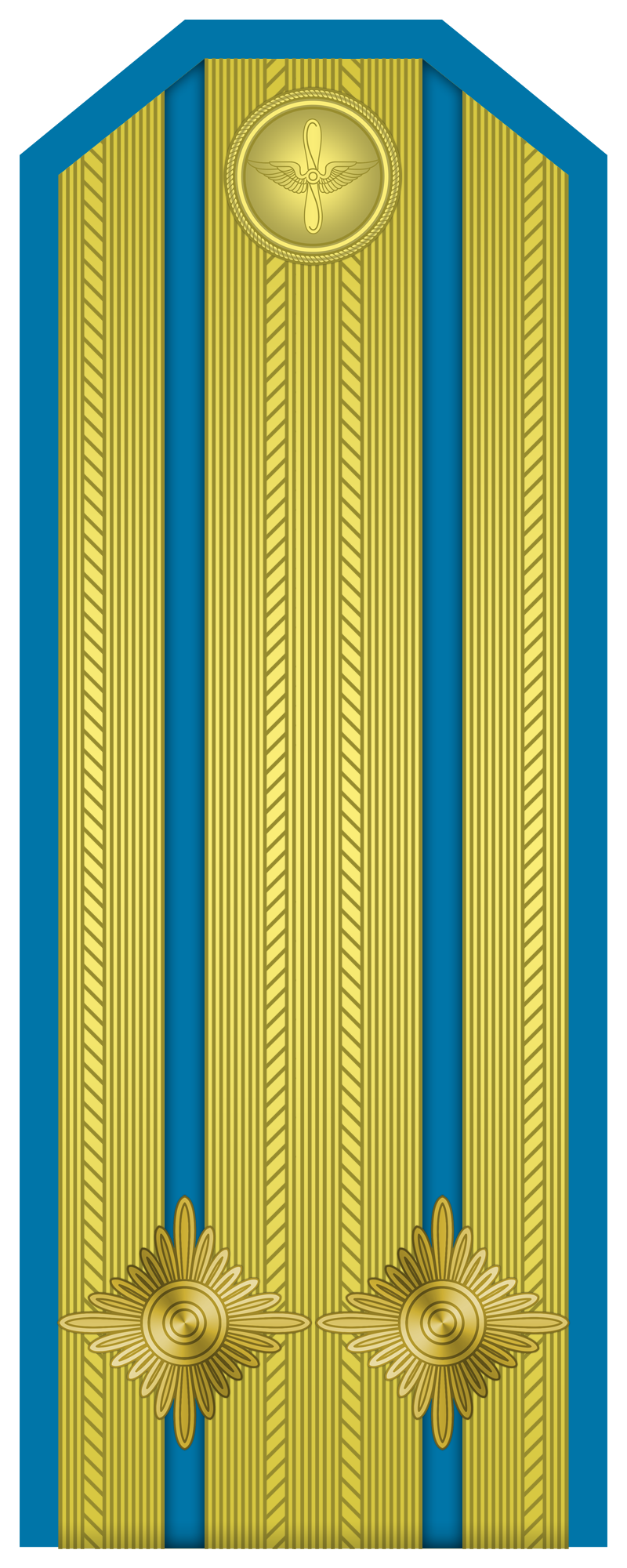
Tenente colonnello dell'Aeronautica bulgara
podplukovník Esercito ceco
Tenente colonnello (podpułkownik) Esercito polacco
Tenente colonnello (podpułkownik) Aeronautica polacca
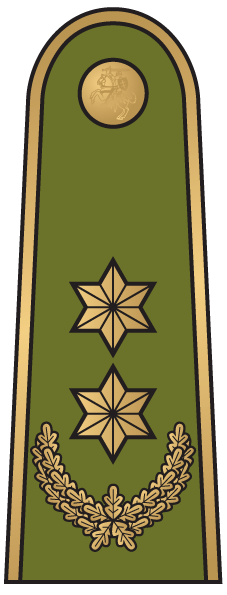
pulkininkas leitenantas, Lituania
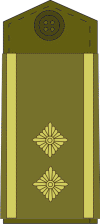
potpukovnik Serbia
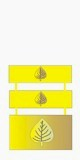
podpolkovnika Slovenia
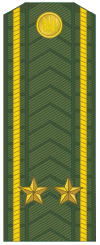
pidpolkovnyk Esercito ucraino
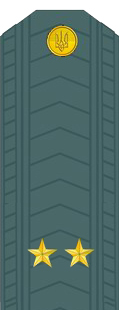
Tenente colonnello (pidpolkovnyk) Aeronautica ucraina